# Erekhtheusz
Erekhtheusz a görög mitológiában Athén legendás királya, Gaia gyermeke. Felesége Praxithea, testvérei Prokrisz, Métión, Kreusza. Egy fia ismert, Kekrópsz, aki könnyen összetéveszthető Athén másik legendás városalapítójával, Kekropsszal, akivel azonban nem lehet azonos. Erekhtheusz mint a földistennő gyermekei általában, csak félig emberi formájú, A legendák szerint alsóteste kígyó, a felső ember alakú. Ugyan Gaia gyermeke volt, mégis Pallasz Athéné nevelte fel, mintha saját gyermeke lenne, és így élete végéig védelmezője maradt.
Erekhtheusz legendáriuma hasonlít Kekropszéra, aki szintén Gaia gyermeke és félig kígyótestű. Kekropsz fia Erikhthoniosz, Erekhtheusz fia Kekropsz. Uralkodása alatt versengett Athén városáért a tengerek istene, Poszeidón és Athéné. Miután a versenyben Poszeidón sós vizű forrását hasznosságban Athéné olajfája legyőzte, Erektheusz védelemezője egyben a város védője is lett. Azonban a nagy versenyről megemlékező templomot, Erekhtheionnak nevezték el, mivel Erekhtheusz palotája az Akropoliszon állt, és így vált a szentélyek és templomok helyévé a város hegye. Ezt Athéné nem vette zokon, ám Poszeidón, mivel a versenyt is elvesztette, végleg haragra gerjedt, és háromágú szigonyával lecsapott Athén királyára és megölte.